# Россия (небоскрёб)
Башня «Россия» — мегавысокий 612-метровый небоскрёб, который планировали построить на территории 17 и 18 участков ММДЦ «Москва-Сити» в Москве. Здание должно было стать самым высоким в России и Европе, однако её строительство было отменено в 2008 году из-за финансового кризиса 2007 года и последовавшей за ним экономической рецессии. Вместо «России» на данных участках в 2013-2020 годах были построены небоскрёбы «Neva Towers».

## Особенности здания
Общая площадь строения должна была составить 520,8 тыс. м², из которых 320 тыс. м² — надземной. Высота «России» — 612 метров, что должно было сделать её самым высоким сооружением в Москве (проект на 71 м превосходит Останкинскую телебашню) и во всей Европе, а также вторым по высоте зданием в мире. По проекту планировалось 118 этажей: таким образом, «Россия» стала бы первым зданием в России и Европе, превысившим сто этажей. В «башне» предполагалось разместить 101 лифт и подземную парковку на 3680 автомобилей.

## История
Решение построить такое огромное здание было принято ещё в 1994 году, и с тех пор башня меняла своё предполагаемое местоположение пять раз. По одному из вариантов, придуманных Фостером, высота башни должна была быть 1000 м. Но этот вариант был отклонен мэром Москвы Юрием Лужковым; высотность предполагалась в 648 метров и 134 этажа.
В 2006 году в Москве, в Пушкинском музее состоялась выставка архитектурных макетов башни «Россия» Нормана Фостера, и был утверждён проект с 612 м высоты и 118 этажами.
Начало строительства — 2007 год. Капсула с пергаментом в основание Башни заложена мэром Москвы 18 сентября 2007 года.
9 октября 2008 из участия в проекте был исключён прежний инвестор — Московская Девелоперская Компания Шалвы Чигиринского, после чего строительство объекта было приостановлено, была сделана лишь часть стены в грунте.
Сроки строительства башни «Россия» в «Москва-Сити» планировалось перенести с 2012 на 2016 год по причинам финансовых трудностей застройщика — компании «СТ Тауэрс» девелопера Шалвы Чигиринского.
В связи с экономическим кризисом и реальной невозможностью финансирования проекта инвестором в полном объёме на закрытом заседании у мэра Москвы директором института «Моспроект-2» Михаилом Посохиным была высказана идея уменьшить высоту башни с запланированных ранее 612 до 200 метров. Окончательное же решение должно было быть принято на общественном градостроительном совете при мэре столицы.
В апреле 2009 года в условиях продолжающегося финансового кризиса власти Москвы отказались от возведения башни «Россия». На этом месте планировалось построить автомобильную стоянку.
В январе 2012 года решением столичных властей на три года продлены сроки застройки 17-18 участков в деловом центре «Москва-Сити» с новым проектом, заменяющий оригинальный фостеровский проект.
В марте 2012 утверждены новые параметры 17-18 участков: вместо первоначально утверждённых 612 метров, максимальная высота участка составит 360 метров.
В ноябре 2012 года около 17 и 18 участков появились новые информационные щиты с абсолютно другим проектом.

## Отражение в культуре
Упоминается в первом выпуске программы «Мульт личности».

### Комментарии
1. ↑  При условии, что годом постройки был бы 2011.